# Гребенеста сърнелка
Гребенестата сърнелка (Lepiota cristata) е вид неядлива базидиева гъба от семейство Печуркови (Agaricaceae).

## Описание
Шапката достига до 5 cm в диаметър, като в млада възраст е конусовидна и звънчевидна, а по-късно се разперва до плоска, с ниска гърбица. Често е вълнообразно нагъната от средата към периферията. На цвят е оранжево-червена, червено-кафеникава до кафеникава. Повърхността ѝ е гладка, но бързо разпукваща се на дребни червено-кафяви люспици с белезникава основа. Пънчето достига височина 6 cm и е цилиндрично, понякога удебелено в основата, кухо, влакнесто, на цвят белезникаво до кафеникаво с бяло ципесто пръстенче. Месото е бяло, с неприятен мирис и вкус, поради което гъбата се счита за неядлива.

## Местообитание
Среща се често през юни – октомври, като расте обикновено на групи, в шума и иглички из горите, както и извън тях по поляни и край пътища, а също така в паркове и градини.